# Unża
Unża (ros. Унжа) – rzeka w europejskiej części Rosji, w obwodzie kostromskim i wołogodzkim, lewy dopływ rzeki Wołgi.
Rzeka powstaje w wyniku połączenia dwóch rzek Kiemy i Łundongi. Długość wynosi 426 km, a powierzchnia zlewni 28 900 km².
Rzeka jest dostępna dla żeglugi śródlądowej, przystanie rzeczne znajdują się w miejscowościach: Kołogriw, Manturowo, Makariew i Unża.